# Chott ech Chergui
Lo Chott ech Chergui (in arabo شط ملغيغ‎?, Šaṭṭ aš-Šarqī) è un bacino endoreico di acqua salata nel nord ovest dell'Algeria.

## Descrizione
Dal 2001 il bacino è definito come Zona Umida di Importanza Internazionale  protetta dalla convenzione di Ramsar,
Per estensione, è il secondo lago salato del continente, dopo Chott el Jerid in Tunisia.